# Недзиця
Недзиця (пол. Niedzica, нім. Netzdorf) — село в Польщі, у гміні Лапше-Нижнє Новоторзького повіту Малопольського воєводства. Населення — 2067 осіб (2011).
У 1975—1998 роках село належало до Новосондецького воєводства.

## Демографія
Демографічна структура станом на 31 березня 2011 року:
|          | Загалом | Допрацездатний вік | Працездатний вік | Постпрацездатний вік |
| -------- | ------- | ------------------ | ---------------- | -------------------- |
| Чоловіки | 1003    | 231                | 670              | 102                  |
| Жінки    | 1064    | 252                | 613              | 199                  |
| Разом    | 2067    | 483                | 1283             | 301                  |

## Географія
Протікає Остурнянський потік.